# Racková
Racková (in tedesco Ratzkowa) è un comune della Repubblica Ceca facente parte del distretto di Zlín, nella regione di Zlín.